# Saint-Nicolas (périodique)
Pour les articles homonymes, voir Saint-Nicolas.
Saint-Nicolas est un hebdomadaire français créé en 1880 et disparu durant la Première Guerre mondiale en 1915. Il fut publié par les éditions Delagrave.

## Contenu et auteurs connus
Paraissant le jeudi (jour de repos scolaire), ce « journal illustré pour garçons et filles », destiné spécialement à un lectorat aisé, proposait des histoires en images dont certaines étaient signées par trois futurs pionniers de la bande-dessinée : Léonce Petit, René Giffey et Joseph Pinchon, ainsi que le peintre Raymond de La Nézière et le décorateur Emil Causé.
Il publie, en 1908, l'un des premiers exemples de bulles dans la bande-dessinée française, avec les aventures de Sam et Sap de Rose Candide, pseudonyme de Edmond Tapissier sur un texte de Georges Le Cordier.
Il cesse de paraître en 1915, avec la Première Guerre mondiale.
En novembre 1873, l'éditeur américain Scribner lançait le premier numéro de St. Nicholas, un mensuel illustré destiné aux enfants, et qui disparut en juin 1943 : il existe peut-être un lien entre cette publication et celle de Delagrave.